# Africodytes
Africodytes is een geslacht van kevers uit de familie  waterroofkevers (Dytiscidae).
Het geslacht is voor het eerst wetenschappelijk beschreven in 1988 door Biström.

## Soorten
Het geslacht omvat de volgende soorten:
- Africodytes kongouensis Bilardo & Rocchi, 1999
- Africodytes maximus Biström, 1995
- Africodytes rubromaculatus Biström, 1988
- Africodytes silvestris (Bilardo & Pederzani, 1978)